# Vlaszák Géza
Vlaszák Géza (Zalaegerszeg, 1973. szeptember 3. –) magyar labdarúgókapus, 2025. július 1-je óta az NK Nafta kapusedzője.

## Pályafutása

### Klubcsapatokban
Pályafutása kezdetén a másodosztályban védett, először Keszthelyi Haladás, majd a Nagykanizsai Olajbányász csapatánál. Az 1994-95-ös szezonban a kanizsai csapat feljutott az első osztályba, Vlaszák a második számú kapus volt. Első mérkőzése az élvonalban az 1994. szeptember 17-én lejátszott Soproni LC - Nagykanizsai Olajbányász mérkőzés volt, amely 7-2-re végződött. Nagykanizsán nyújtott teljesítményére felfigyelt a ZTE és leszerződtette. 1996 tavaszán még új csapatában is csak cserekapus volt, de egyre inkább bejátszotta magát a kezdőbe. 1997-ben és 1998-ban egy mérkőzésről sem hiányzott a bajnokságban.
2000-ben igazolt az MTK-hoz, ahol első évében meghatározó játékos volt, de a következő szezonban újra a kispadra kényszerült.
Emiatt 2002-ben váltott, az Újpest FC-hez igazolt. Itt újra alapember volt, a válogatottba is többször behívták. 2006 nyarán az Újpest FC nem hosszabbította meg a szerződését, így szabadon igazolhatóvá vált.
A ciprusi AEL Limassol csapatához igazolt, ahol egy évig minden rendben volt, de a következő  szezonban a  csapat nem fizette ki több hónapon keresztül, így kénytelen volt feljelenteni együttesét. A szerződésszegés megállapítása után szabadon igazolhatóvá vált és 2008 tavaszán visszatért régi sikerei helyszínére, Zalaegerszegre. Új szerződése 2011. június 30-ig szól.
A 2007–08-as szezon tavaszi felévében 13 mérkőzésen lépett pályára az NB I-ben és összesen 1132 percet töltött a pályán. A Ligakupában 1 találkozón védett, míg az NB III-ban a Sárvár elleni idegenbeli összecsapáson jutott szóhoz.
Pályafutása során az Újpest és az MTK játékosaként 14 mérkőzésen lépett pályára az UEFA-kupában.

### A válogatottban
Vlaszák Lothar Matthäus kapitánysága alatt 2004. február 21-én mutatkozott be a válogatottban Románia ellen a 2004-es ciprusi négyes tornán. Válogatottbeli pályafutása során csak a német szakember szavazott neki bizalmat, összesen öt alkalommal, amely hat gólt kapott.

## Kötete
- 60 év a fociban Nagykanizsán; Takács László Irodalmi Kör, Nagykanizsa, 2018

## Sikerei, díjai

### Edzőként
Zalaegerszegi TE
- NB II
  -  Bajnok (1): 2018–19[7]
- Magyar kupa
  -  Győztes (1): 2023[8]
  -  Döntős (1): 2010[9]

## Statisztika

### Mérkőzései a válogatottban
| Magyarország | Magyarország       | Magyarország                    | Magyarország | Magyarország | Magyarország       | Magyarország | Magyarország | Magyarország |
| #            | Dátum              | Helyszín                        | Hazai        | Eredmény     | Vendég             | Kiírás       | Gólok        | Esemény      |
| ------------ | ------------------ | ------------------------------- | ------------ | ------------ | ------------------ | ------------ | ------------ | ------------ |
| 1.           | 2004. február 21.  | Nicosia (CYP)                   | Magyarország | 0 – 3        | Románia            | barátságos   | -            |              |
| 2.           | 2004. június 2.    | Tiencsin, Teda Football Stadium | Kína         | 2 – 1        | Magyarország       | barátságos   | -            |              |
| 3.           | 2004. november 30. | Bangkok (THA)                   | Magyarország | 0 – 1        | Szlovákia          | Király-kupa  | -            |              |
| 4.           | 2004. december 2.  | Bangkok (THA)                   | Magyarország | 5 – 0        | Észtország         | Király-kupa  | -            | 46'          |
| 5.           | 2005. december 18. | Miami (USA)                     | Magyarország | 3 – 0        | Antigua és Barbuda | barátságos   | -            | 85'          |
|              | Összesen           |                                 |              | 5            | mérkőzés           |              | 0            | gól          |

## Külső hivatkozások
- Profil a ZTE hivatalos honlapján (magyarul)
- Vlaszák Géza adatlapja a HLSZ.hu-n (magyarul)
- Profil a footballdatabase.eu-n (angolul)
- Vlaszák Géza pályafutásának statisztikái a Soccerbase oldalon (angolul)

```
(angolul)
```

- Vlaszák Géza adatlapja a national-football-teams.com-on (angolul)
- NS online játékosprofil (magyarul)
- NS online játékosprofil (magyarul)
- Video:Vlaszák edzés közben
- Transfermarkt edzői profil